# موكة
الموكة (الاسم العلمي: Moca) هي جنس من الحشرات تتبع الفصيلة الإيميات من رتبة حرشفيات الأجنحة.

## أنواع الموكة
- موكة مخملية
- موكة متناسقة
- موكة فطارية
- موكة غمامية
- موكة شعاعية
- موكة خضراء الحراشف
- موكة أرجوانية